# Хронология событий в Шамкире
В данной статье приведены основные события, произошедшии на территории города Шамкир в хронологическом порядке.

## До XIX века
- 65 году до н.э. — первое упоминание Шамхора Плутархом в описании кампании Помпея в Кавказскую Албанию[1]
- 652 год — был захвачен арабскими войсками
- 737 год —  здесь поселены хазары[2]
- 752 год — был разрушен савирами, выступившими против арабов[3]
- XII-XIII века — входил в состав Грузинского царства[4]
- 1195 год — Шамхорская битва между войском Грузии и атабека Абу Бекра[5]
- XIII век — был завоеван монголами[6]
- 1235 год — монголы разрушили город

## XIX век
- 1803 год — был занят русскими войсками и присоединен к России
- 1818 год — на месте Шамкира возникла колония немцев, переселившихся из Вюртемберга — Анненфельд
- 1826 год —  город был разорен персами[3]

## XX век
- 1914 год —  город был переименован в Аннино
- 1918 год —  на перегоне Даляр-Шамкир произошла Шамхорская резня[7]
- 1924 год — город был переименован в Шамхор[8]
- 8 августа 1930 год — был образован Шамхорский район в составе Азербайджанской ССР c центром в Шамхоре[9][10]
- 29 сентября 1938 года — получил статус посёлка городского типа[11]
- 1944 год — получил статус города
- 7 февраля 1991 года — был переименован в Шамкир[12]

## XXI век
- 2012 год — в городе проживало 67 668 человек.\
- 2019 год — по распоряжению президента Азербайджана историческая территория Шамкирского района «Древний город Шамкир» объявлена Государственным историко-культурным заповедником[13]